# Футбольные трансферы
Футбольные трансферы — сделки, проводимые в период, специально отведённый для покупки и продажи игроков (трансферное окно). При этом футболист подписывает личный контракт, в котором оговаривается срок, в течение которого он должен играть за данную команду, зарплата, премиальные, бонусы и обязанности сторон, а также пункты, которые могут увеличить срок действия контракта. 
Стоимость игрока часто зависит не от объективной оценки его игры, а от того, на какую цену договорятся между собой представители клубов. История футбола знает немало случаев, когда более сильный игрок покупался за более низкую цену, чем другой. Кроме денег, футбольный клуб может обменять на нового игрока своего футболиста, если клуб не нуждается в его услугах.
Трансферы могут осуществляться в период летнего и зимнего межсезонья. В большинстве стран Европы летнее трансферное окно открыто с 20 мая до 12 сентября, в России с 11 июня до 2 сентября, а зимнее — с 1 до 31 января в Европе, с 22 января до 21 февраля в России соответственно. Различные футбольные журналисты публикуют трансферные слухи. Удачные трансферы попадают в самые разные списки трансферов и становятся достижением в первую очередь клуба, а также общества и фанатов данного клуба.